# Love Sculpture
Love Sculpture est un groupe britannique de blues rock, originaire de Cardiff, au pays de Galles. Love Sculpture est formé à la fin des années 1960, et composé du chanteur guitariste Dave Edmunds, du bassiste John Williams (né le 19 janvier 1946 à Cardiff) et du batteur Rob « Congo » Jones (né le 13 août 1946 à Barry, Pays de Galles).

## Historique
Le groupe est formé à Cardiff en 1966 sous le nom de Human Beans. Il se sépare en 1970, Dave Edmunds poursuivant ensuite une carrière solo. 
Rebaptisé Love Sculpture en 1968, le groupe est connu surtout pour sa reprise rock d'une pièce classique d'Aram Khatchatourian, La Danse du sabre, qui connait un grand succès et se classe 5e de l'UK Singles Chart en décembre 1968. En décembre 1968, le magazine britannique NME révèle la signature d'un contrat de distribution entre Love Sculpture et London Records, d'un montant de £250 000.
Ils suivent avec un second album, Forms and Feelings, qui comprend les morceaux In The Land of the Few, Farandole, People People, Seagull (West Coast Oil Tragedy), écrit par Paul Korda, et une version également accélérée de You Can't Catch Me de Chuck Berry. Sur ses deux albums, le groupe reprend sur un tempo rock — sans toutefois se démarquer radicalement des morceaux originaux — un certain nombre d'autres standards du blues : Summertime de George Gershwin, par exemple.
Ils enregistrent trois sessions pour John Peel de la BBC Radio 1 en 1968 (deux fois) et en 1969. En 1970, Mickey Gee se joint au groupe comme second guitariste, et Terry Williams remplace Rob Jones à la batterie
Si Love Sculpture n'est aujourd'hui pas totalement tombé dans l'oubli, c'est essentiellement en raison du succès ultérieur de Dave Edmunds, ce groupe lui ayant permis de révéler sa virtuosité à la guitare. Par la suite, en effet, il connaîtra le succès en solo, puis au sein du groupe Rockpile qu'il fondera en 1976 avec Nick Lowe, ex-bassiste de Brinsley Schwarz. Les Flamin' Groovies reprennent leur meilleur titre original In the Land of the Few sur un album produit par Dave Edmunds.
Leurs deux albums sont remasterisés et réédités en mai 2008, accompagnés de plusieurs morceaux bonus.

## Discographie
- 1968 : Blues Helping (réédité en 2008 avec morceaux bonus)
- 1969 : Forms and Feelings (réédité en 2008 avec morceaux bonus)